# Nod-sur-Seine
Nod-sur-Seine è un comune francese di 262 abitanti situato nel dipartimento della Côte-d'Or nella regione della Borgogna-Franca Contea.

## Società

### Evoluzione demografica
Abitanti censiti